# Maas-Swalm-Nettepad

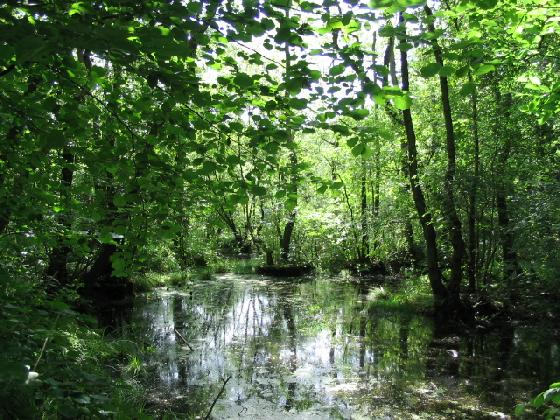
Broekbos bij Dalheim

Het Maas-Swalm-Nettepad was tot mei 2011 een streekpad in Midden-Limburg met een totale lengte van 199 km.
Het pad bestond uit 9 trajecten:
1. Maas en Roer, 37 km
2. Meinweg en Birgeler Wald, 36 km
3. Schwalmtal, 18 km
4. Elmpter Schwalmbruch, 17 km
5. Elmpter Wald, 14 km
6. Meinweg en Elmpler Bach, 14 km
7. Nettedal, 40 km
8. Maascorridor, 25 km
9. Maas en Swalm, 12 km

Het pad vormde een driehoek met als noordelijkste punt de stad Venlo en met de basispunten Linne (net onder Roermond) en Gelderath in Duitsland.
Het pad is genoemd naar de rivier waar het voor een groot gedeelte langsliep (de Maas) en de twee die het kruiste (de Swalm en de Nette). Het pad kruist ook nog de rivier de Roer.
Eind mei 2011 is het Maas-Swalm-Nettepad opgegaan in het Maas-Niederrheinpad (342 km) met als begin- en eindplaats Venlo.